# Neeru Bajwa
Neeru Bajwa (nacida el 26 de agosto de 1980) es una actriz, directora y productora canadiense que ha trabajado principalmente en películas panyabí e hindi. Comenzó su carrera en 1998 con la película de Bollywood de Dev Anand Main Solah Baras Ki y luego pasó a trabajar en telenovelas hindi y películas en panyabí.

## Primeros años
Nacido el 26 de agosto de 1980 de Jaswant Bajwa y Surinder Bajwa en Surrey, Columbia Británica, Canadá, Bajwa tiene dos hermanas—Rubina, una actriz; Sabrina, diseñadora de telas y hermano Suhail. En su documental Bollywood Bound, Bajwa admite haber abandonado la escuela secundaria, tenía poco interés en los estudios y siempre se inspiró en el glamour de Bollywood, por lo que se mudó a Bombay para cumplir sus sueños.

## Carrera
Bajwa comenzó su carrera en dramas hindús en 2005 con Hari Mirchi Lal Mirchi en DD1 antes de pasar a Astitva... Ek Prem Kahani en Zee TV, seguido de Jeet en Star Plus y luego Guns and Roses en STAR One.
En enero de 2013, Bajwa apareció en la película panyabí de múltiples estrellas Saadi Love Story, producida por Jimmy Sheirgill Productions, dirigida por Dheeraj Rattan y protagonizada por Diljit Dosanjh, Amrinder Gill y Surveen Chawla. Volvió a formar pareja con Diljit Dosanjh en la película Jatt and Juliet 2, que rompió todos los récords de recaudación del día de inauguración anterior del cine panyabí. En agosto de 2013, se estrenó su película, Naughty Jatts, en la que apareció junto con Binnu Dhillon, Arya Babbar y Roshan Prince. La película recibió reseñas mixtas por parte de los críticos.
Bajwa debutó como directora en 2017 con la película panyabí Sargi, protagonizada por su hermana Rubina Bajwa en el papel principal junto a Jassi Gill y Babbal Rai. También es propietaria de una productora llamada Neeru Bajwa Entertainment. En noviembre de 2019, la película Beautiful Billo, protagonizada y producida por Bajwa, subió a los pisos, en la que compartirá pantalla con su hermana Rubina Bajwa. Desde abril de 2021, Bajwa presenta un programa panyabí, Jazba.

## Vida personal
Bajwa se casó con Harry Jawandha el 8 de febrero de 2015. La pareja tuvo su primer hijo, una niña, en agosto de 2015. En 2020, Bajwa dio a luz a gemelas, ambas niñas.

## Filmografía

### Como actriz
| Año  | Película                                | Papel                               | Idioma  | Notas                |
| ---- | --------------------------------------- | ----------------------------------- | ------- | -------------------- |
| 1998 | Main Solah Baras Ki                     | Tina                                | Hindi   |                      |
| 2003 | Bollywood Bound                         | Ella misma                          | Inglés  |                      |
| 2004 | Asa Nu Maan Watna Da                    | Neeru                               | Panyabí | como Arshveer Bajwa  |
| 2006 | Dil Apna Panyabí                        | Laadi                               | Panyabí |                      |
| 2009 | Munde U.K. De                           | Reet Brar                           | Panyabí |                      |
| 2009 | Heer Ranjha                             | Heer                                | Panyabí |                      |
| 2010 | Mel Karade Rabba                        | Seerat Randhawa                     | Panyabí |                      |
| 2010 | Prince                                  | Priya                               | Hindi   |                      |
| 2010 | Phoonk 2                                | Arushi                              | Hindi   |                      |
| 2010 | Akh Labdi                               | Amar                                | Panyabí |                      |
| 2011 | Jihne Mera Dil Luteya                   | Noor Bajwa                          | Panyabí |                      |
| 2011 | Miley Naa Miley Hum                     | Manjeet Ahluwalia                   | Hindi   |                      |
| 2012 | Pata Nahi Rabb Kehdeyan Rangan Ch Raazi | Simran                              | Panyabí |                      |
| 2012 | Jatt & Juliet                           | Pooja                               | Panyabí |                      |
| 2012 | Pinky Moge Wali                         | Pinky                               | Panyabí |                      |
| 2013 | Saadi Love Story                        | Aparición especial (Tanya)          | Panyabí |                      |
| 2013 | Special 26                              | Aparición especial                  | Hindi   |                      |
| 2013 | Jatt & Juliet 2                         | Pooja                               | Panyabí |                      |
| 2013 | Naughty Jatts                           | Simmi Khera                         | Panyabí |                      |
| 2013 | Ronde Saare Vyah Picho                  | Manpreet Kaur, Mannu, Monika, Munni | Panyabí |                      |
| 2014 | Dil Vil Pyaar Vyaar                     | Prabhjeet                           | Panyabí |                      |
| 2014 | Aa Gaye Munde U.K. De                   | Disha Dhillion                      | Panyabí |                      |
| 2014 | Proper Patola                           | Preeti, Jeeti                       | Panyabí |                      |
| 2015 | Sardaar Ji                              | Pinky                               | Panyabí |                      |
| 2016 | Channo Kamli Yaar Di                    | Channo                              | Panyabí |                      |
| 2017 | Jindua                                  | Ish                                 | Panyabí |                      |
| 2018 | Laung Laachi                            | Laachi                              | Panyabí |                      |
| 2018 | Aate Di Chidi                           | Eliza                               | Panyabí |                      |
| 2019 | Uda Aida                                | Manjeet                             | Panyabí |                      |
| 2019 | Shadaa                                  | Vanjhali                            | Panyabí |                      |
| 2021 | Paani Ch Madhaani                       | Sohni                               | Panyabí |                      |
| 2021 | Shava Ni Girdhari Lal                   | Shamo                               | Panyabí |                      |
| 2022 | Kokka                                   | Ajooni                              | Panyabí |                      |
| 2022 | Beautiful Billo                         | Billo                               | Panyabí |                      |
| 2022 | Snowman: The Dark Side of Canada        |                                     | Panyabí |                      |
| 2022 | Maa Da Ladla                            | Sehaj                               | Panyabí |                      |
| 2022 | Laung Laachi 2                          | Miriam                              | Panyabí |                      |
| 2023 | Phir Mel Karade Rabba                   | Gurinder "Guri" Kaur                | Panyabí |                      |
| 2023 | Kali Jotta                              | Rabia                               | Panyabí | Con Satinder Sartaaj |
| 2023 | Es Jahano Door Kitte Chal Jindiye       | Arshveer                            | Panyabí | También productora   |
| 2023 | It Lives Inside                         | Poorna                              | Inglés  |                      |
| 2023 | Buhe Bariyan                            | Prem Kaur                           | Panyabí | También productora   |

### Como directora
| Año  | Película | Reparto                                              | Notas |
| ---- | -------- | ---------------------------------------------------- | ----- |
| 2017 | Sargi    | Jassi Gill, Babbal Rai, Karamjit Anmol, Rubina Bajwa | Debut |

### Televisión
| Año       | Serie                    | Papel        | Notas |
| --------- | ------------------------ | ------------ | ----- |
| 2003      | Astitva...Ek Prem Kahani | Kiran        |       |
| 2003-2006 | Jassi Jaisi Koi Nahin    | Neha Shastri |       |
| 2003–2004 | Jeet                     | Nandini      |       |
| 2004–2005 | Guns & Roses             | Divya        |       |
| 2005      | Hari Mirchi Lal Mirchi   | Rinku        |       |
| 2005–2006 | Nach Baliye 1            | Concursante  |       |